# Litonotaster rotundigranulum
Litonotaster rotundigranulum är en sjöstjärneart som beskrevs av Halpern 1969. Litonotaster rotundigranulum ingår i släktet Litonotaster och familjen ledsjöstjärnor. Inga underarter finns listade i Catalogue of Life.